# Raakstorens
De Raakstorens, soms ook wel de Raakspoort genoemd, was een waterpoort over de Haarlemse Beek. De waterpoort en zijn torens zijn in 1420 of 1425 gebouwd om de toegang tot de stad Haarlem via de beek te kunnen controleren. De torens waren met elkaar verbonden middels een stenen brug.
Via deze poort werd water in schuiten naar de brouwerijen vervoerd. Het water werd in de Brouwerskolk ingeladen en via de Brouwersvaart en de Raakspoort kwamen de schuiten de stad in.
Door de stadsuitbreidingen in de 15e eeuw was deze beek deels binnen de stadsmuren komen te liggen. 's Nachts kon de doorvaartopening in de poort worden afgesloten door een ketting - een zogenaamde raaks - over het water te spannen. Gonnet spreekt zelfs van meer kettingen 'raaksen' die onder de waterspiegel werden gehangen.
Tijdens het Beleg van Haarlem (1572-1573) werden de torens zwaar beschadigd. In 1589 werd gestart met het herstel van diverse beschadigde verdedigingswerken, waaronder de Raakstorens. De torens die wij kennen en zoals afgebeeld op het prentje van 1860, zijn de herbouwde versies van eind 16e eeuw. Na het beleg van Haarlem kreeg de stad genoeg middelen om de vestingwerken weer te herbouwen.
Op 6 december 1866 werd de Raakspoort voor sloop voor de som van ƒ 585,- aan Jan Kuyper te Spaarndam verkocht.
De sloop paste in het beleid van het Haarlemse bestuur, om van Haarlem een meer open stad te maken. Bovendien drukte het onderhoud van de stadspoorten zwaar op de stadsbegroting. In de 19e eeuw zijn alle Haarlemse vestingwerken op de Amsterdamse Poort na, verdwenen.
Amsterdamse Poort · Schalkwijkerpoort · Eendjespoort · Kleine Houtpoort · Grote Houtpoort · Raampoort · Raakstorens · Zijlpoort · Kruispoort · Janspoort · Nieuwpoort / Kennemerpoort · Catrijnenpoort · Deymanspoort · Vrouwehek